# Vilshofen an der Donau
Vilshofen an der Donau è un comune tedesco di 16 408 abitanti, situato nel land della Baviera.